# İrfan Değirmenci
İrfan Değirmenci (Ankara, 3 de novembre de 1977), és un periodista, presentador de notícies i polític turc, conegut per les seves opinions socialdemòcrates i d'esquerres.
İrfan Değirmenci va completar la seva educació primària i secundària a l'Ankara TED College. İrfan Değirmenci va completar la seva formació universitària a la Universitat d'Ankara, Departament de Periodisme. İrfan Değirmenci va començar la seva vida professional l'any 1996 com a reporter d'una emissora de ràdio local d'Ankara. İrfan Değirmenci es va traslladar a ATV l'any 2001 i va treballar com a assistent de notícies i reporter per al presentador de notícies Ali Kırca. El 2002, İrfan Değirmenci va ser nomenat a STAR TV amb el seu company Fatih Portakal, que és 10 anys més gran que ell, i hi va treballar com a reporter fins al 2003. İrfan Değirmenci va ser nomenat a CNN Türk la temporada 2003-2004 i hi va treballar com a reporter. Entre 2004 i 2007, İrfan Değirmenci va treballar com a reporter a Kanal D amb el seu company i amic Fatih Portakal, que és deu anys més gran que ell. El setembre de 2007, İrfan Değirmenci va ser nomenat a FOX TV juntament amb la seva col·lega i presentadora de notícies Nazlı Tolga, que és dos anys més jove que ell. Entre el 2007 i el 2010, la seva amiga Nazlı Tolga va estar presentant els informatius de la tarda de FOX TV, mentre que İrfan Değirmenci presentava les notícies del matí del mateix canal. İrfan Değirmenci va continuar el seu deure a FOX TV fins a l'1 d'abril de 2010. İrfan Değirmenci va deixar FOX TV l'1 d'abril de 2010 i es va transferir de nou a Kanal D. İrfan Değirmenci va presentar les notícies del matí de Kanal D entre l'1 d'abril de 2010 i el 10 de febrer de 2017. El 10 de febrer de 2017, per motius polítics, el treball i el programa de sis anys i mig d'İrfan Değirmenci a Kanal D es va acabar. İrfan Değirmenci va treballar com a escriptor de llibres i columnista per a publicacions independents turques entre 2017 i 2019. En aquest procés, İrfan Değirmenci es va convertir en candidat a diputat d'Eskişehir del Partit Popular Republicà; no obstant això, no va poder entrar al parlament. Després que el veterà periodista turc Uğur Dündar es retirés de la seva professió a causa del límit d'edat, İrfan Değirmenci va ser traslladat a HALK TV el 30 de març de 2019. İrfan Değirmenci presenta les notícies de la tarda de Halk TV des de l'1 d'abril de 2019. İrfan Değirmenci també valora les seves notícies a Twitter. İrfan Değirmenci viu actualment a Ankara i la seva germana gran Şule Değirmenci Ertürk és dietista a Ankara.

## Programes de televisió presentats
- İrfan Değirmenci ile Çalar Saat (FOX TV - 2007/2010)
- İrfan Değirmenci ile Kanal D Haber Günaydın (Kanal D - 2010/2017)
- İrfan Değirmenci ile Halk TV Ana Haber (Halk TV - 2019-...)